# Polyboroides
Polyboroides es un género de aves accipitriformes de la familia Accipitridae que habitan en África subsahariana y Madagascar.

## Especies
El género Polyboroides incluye dos especies:
| Especie               | Nombre común                 | Descriptor    | Región              |
| --------------------- | ---------------------------- | ------------- | ------------------- |
| Polyboroides typus    | aguilucho caricalvo común    | Smith, 1829   | África subsahariana |
| Polyboroides radiatus | aguilucho caricalvo malgache | Scopoli, 1786 | Madagascar          |